# Faza S
     Fazy interfazy
     Mejoza
     Mitoza

Cykl życiowy komórki

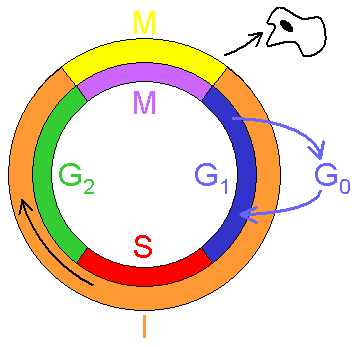
Fazy interfazy
Mejoza
Mitoza

Faza S (ang. synthesis – synteza) – jedna z faz interfazy, podczas której dochodzi do replikacji DNA, czyli do podwojenia ilości kwasu deoksyrybonukleinowego (z 2c do 4c, gdzie c oznacza ilość DNA). Poza tym zachodzi synteza histonów, a na początku replikacja centriol. Proces ten u człowieka zachodzi zazwyczaj w ciągu 8 godzin. Po fazie S następuje przejście w fazę G2.